# Návštěvníci (film)
Návštěvníci (francouzsky Les Visiteurs) je francouzská třídílná filmová komedie, kterou natočil režisér Jean-Marie Poiré. Příběh pojednává o cestování středověkých hrdinů do současného „bláznivého“ světa a jejich seznamování se s výdobytky moderní civilizace. Film byl veřejností příznivě přijat a dnes se již dá počítat mezi klasickou francouzskou komediální tvorbu. První díl byl natočen v roce 1993 a jmenuje se Návštěvníci, druhý díl byl natočen v roce 1998 a jmenuje se Návštěvníci 2: V chodbách času, třetí díl byl natočen v roce 2016 a jmenuje se Návštěvníci 3: Revoluce.
Existuje remake zvaný Návštěvníci: Cesta do Ameriky, ve kterém vytvořili hlavní dvojici, stejně tak jako v původním filmu, Jean Reno a Christian Clavier. Remake byl určený pro americký filmový trh, scény ze současnosti se odehrávají tam.

## Obsazení
| Christian Clavier | Jacquouille la Fripouille / Jacques-Henri Jacquard (dvojrole) |
| Jean Reno         | Godefroy de Papincourt, Count of Montmirail                   |
| Valérie Lemercier | Frénégonde de Pouille / Béatrice de Montmirail (dvojrole)     |
| Isabelle Nanty    | Fabienne Morlot                                               |
| Katja Weitzenböck |                                                               |
| Pierre Vial       | čaroděj Eusebius / Monsieur Ferdinand (dvojrole)              |
| Christian Bujeau  | Jean-Pierre Goulard                                           |
| Marie-Anne Chazel | Ginette la Clocharde                                          |
| Isabelle Nanty    | Fabienne Morlot                                               |
| Gérard Séty       | Edgar Bernay                                                  |
| Didier Pain       | Ludvík VI. Francouzský                                        |
| Jean-Paul Muel    | Maréchal-des-Logis Gibon                                      |
| Arielle Séménoff  | Jacqueline                                                    |
| Michel Peyrelon   | Édouard Bernay                                                |
| François Lalande  | Prêtre                                                        |
| Didier Bénureau   | Doktor Beauvin                                                |
| Frédéric Baptiste | Freddie                                                       |